# Liste der Mitglieder der National Academy of Sciences/1914
Im Jahr 1914 wählte die National Academy of Sciences der Vereinigten Staaten 10 Personen zu ihren Mitgliedern.

## Neugewählte Mitglieder
- Francis Benedict (1870–1957)
- Nathaniel Britton (1859–1934)
- Walter B. Cannon (1871–1945)
- Henry H. Donaldson (1857–1938)
- Jesse Fewkes (1850–1930)
- Edward C. Franklin (1862–1937)
- Moses Gomberg (1866–1947)
- Herbert S. Jennings (1868–1947)
- Ernest Merritt (1865–1948)
- Frederick L. Ransome (1868–1935)